# Phaedra (dvd)
De dvd 35th Phaedra Anniversary Concert (Phaedra live) is een concertregistratie van een concert van het Duitse Tangerine Dream (verder TD genoemd). De dvd is in een oplage van 1000 stuks uitgebracht.
Het concert vond plaats naar aanleiding van het 35-jarig bestaan van TD en de nieuwe opname die Edgar Froese had gemaakt van een van de eerste albums van de groep: Phaedra uit 1974. Het album staat onder de fans van TD hoog aangeschreven; TD bevond zich toen nog in hun experimentele fase. In 2005 verscheen het album opnieuw, geheel nieuw opgenomen en met de musici die toen TD vormden. De chemie tussen de musici van het originele album, die het album zo populair maakte, bleef daarbij achterwege.

## Opname
De opnamen dateren van 11 juni 2005 vanuit Shepherd’s Bush Empire, een zaal in Londen waar TD wel vaker concerten gaf. De setting is uitermate statig; de dames en heren komen nauwelijks van hun plaats en een niet-kenner zou zeggen dat ze helemaal geen zin hebben om te musiceren. Vooral Edgar Froese kijkt uitermate chagrijnig. Kenners weten dat hij al jaren geen andere blik heeft. Ook de lichtshow is uitermate sober. Bij een concert in de Melkweg een aantal jaren geleden draaiden nog films op de achtergrond; nu zijn er twee hemellichamen te zien, die van kleur verschieten. Wellicht stamt deze opzet nog uit de tijd van het originele album.

## Musici
- Edgar Froese, Jerome Froese, Thorsten Quaeschning – synthesizers of soortgelijke instrumenten; Edgar Froese op een enkele track ook gitaar;
- Iris Camaa- percussie;
- Linda Spa – saxofoon;
- Zlatko Perica - gitaar.

## Tracks
1. Ricochet part 1
2. Phaedra 05
3. Mysterious semblance at the strand of nightmares
4. Rubicon part 1
5. Force majeure
6. Desert dream
7. Underwater twilight
8. Warsaw in the sun
9. Midnight in Tula
10. Silver scale
11. Logos
12. Choronzon
13. Poland
14. Song of the whale part 2/3
15. Oriental haze
16. Bridge
17. Towards the evening star (blue gravity mix)
18. Catwalk
19. Melrose
20. Backstreet hero
21. Rising haul in silence
22. Lamb with radar eyes (lost lamb version)
23. Meta Morph magic
24. Talking to Maddox
25. Homeless
26. Purple haze
27. Edgar's closing words.

Alle tracks worden zonder tussenpauzes gespeeld; de musici zijn continu aan het spelen.